# Sebastes vulpes
Sebastes vulpes és una espècie de peix pertanyent a la família dels sebàstids i a l'ordre dels escorpeniformes.

## Descripció
Fa 43 cm de llargària màxima i 1,2 kg de pes.

## Reproducció
És de fecundació interna i vivípar. Assoleix la maduresa sexual en arribar als 25,5 cm de longitud i les femelles ponen entre 12.000 i 151.000 ous. Pot produir híbrids amb Sebastes zonatus: les variacions en les taxes locals d'hibridació es troben associades a les variacions en la segregació de l'hàbitat i en el règim tèrmic, ja que les temperatures verticals de la columna d'aigua determinen l'abast de la segregació d'hàbitat de totes dues espècies i, per tant, l'avinentesa per a produir híbrids.

## Alimentació
Menja crancs i peixos, i el seu nivell tròfic és de 4,03.

## Hàbitat i distribució geogràfica
És un peix marí, demersal, oceanòdrom i de clima temperat, el qual viu al Pacífic nord-occidental: les àrees costaneres rocalloses del Japó (com ara, la prefectura d'Iwate), Corea del Sud i el mar del Japó. Els joves viuen associats amb algues marines a la deriva.

## Observacions
És inofensiu per als humans i el seu índex de vulnerabilitat és alt (60 de 100).